# Kanan-sama wa Akumade Choroi
Kanan-sama wa Akumade Choroi (カナン様はあくまでチョロい?) es una serie de manga japonesa escrita e ilustrada por Nonco. La serie comenzó a publicarse en la revista de manga shōnen Weekly Shōnen Magazine de Kōdansha en junio de 2022. Una adaptación televisiva de anime producida por Studio Kai se estrenará en 2026.

## Sinopsis
La presidenta del comité de disciplina de la Academia Municipal Votiva de Tama, la popular y atlética estudiante Kanan Takakiyo, es en realidad un demonio que viene del mundo demoníaco para devorar almas humanas. Un día, Kanan busca e invoca a un estudiante de tercer año, Yōji Kyōgi, pero Yōji se enamora de ella y, tras mucha insistencia, terminan saliendo juntos. Kanan, quien es nuevo en el romance, queda prendado del asertivo Yōji y se siente atraído por él. A Kanan y Yōji también se les unen Ami, la criada de Kanan, y Jeanne, una torpe apóstol de Dios del reino celestial.

## Personajes
Kanan Takakiyo (高潔 カナン Takakiyo Kanan?)
 Seiyū: Aoi Koga
Yōji Kyōgi (供犠 羊司 Kyōgi Yōji?)
 Seiyū: Seiichiro Yamashita

## Contenido de la obra

### Manga
Kanan-sama wa Akumade Choroi está escrita e ilustrado por Nonco y comenzó a serializarse en la revista de manga shōnen de Kōdansha Weekly Shōnen Magazine el 1 de junio de 2022. Los capítulos de la serie se han recopilado en nueve volúmenes a partir de abril de 2025.
| Volúmenes de manga publicados | Volúmenes de manga publicados | Volúmenes de manga publicados |
| Número                        | Fecha de lanzamiento          | ISBN                          |
| ----------------------------- | ----------------------------- | ----------------------------- |
| 1                             | 17 de octubre de 2022         | ISBN 978-4-06-529360-7        |
| 2                             | 17 de enero de 2023           | ISBN 978-4-06-530348-1        |
| 3                             | 17 de abril de 2023           | ISBN 978-4-06-531255-1        |
| 4                             | 17 de agosto de 2023          | ISBN 978-4-06-532611-4        |
| 5                             | 15 de diciembre de 2023       | ISBN 978-4-06-532611-4        |
| 6                             | 15 de marzo de 2024           | ISBN 978-4-06-532611-4        |
| 7                             | 17 de julio de 2024           | ISBN 978-4-06-536133-7        |
| 8                             | 15 de noviembre de 2024       | ISBN 978-4-06-537436-8        |
| 9                             | 16 de abril de 2025           | ISBN 978-4-06-539091-7        |

### Anime
El 15 de abril de 2025 se anunció una adaptación de la serie de televisión de anime. Será producida por Studio Kai y se estrenará en 2026.

## Recepción
La serie fue nominada a los novenos premios Next Manga Awards en 2023 en la categoría impresa y ocupó el puesto decimoséptimo entre 41 nominados.